# Pau Pyrénées repülőtér
A Pau Pyrénées repülőtér (IATA: PUF, ICAO: LFBP) egy nemzetközi repülőtér Franciaországban, Pau közelében. Éves utasforgalma 368 053 fő (2022).

## Kifutók
A repülőtér futópályái:
- 13/31 (2500 m, 45 m, aszfalt)

## Légitársaságok és úticélok
2024-ben a Pau Pyrénées repülőtérről az alábbi járatok indulnak:
| Légitársaság     | Célállomások                                                         |
| ---------------- | -------------------------------------------------------------------- |
| Air France       | Lyon, Párizs-Charles de Gaulle repülőtér Szezonális: Ajaccio, Figari |
| Chalair Aviation | Szezonális: Brest, Kerry                                             |
| Transavia        | Párizs–Orly                                                          |
| Twin Jet         | Lyon, Marseille                                                      |

## Forgalom
Az utasforgalom az elmúlt években az alábbi módon változott:
| Utasok száma | 564 923 | 613 333 | 682 035 | 729 409 | 817 511 | 641 496 | 621 492 | 608 222 | 606 003 | 368 053 |
|              | 1997    | 2000    | 2003    | 2005    | 2008    | 2011    | 2014    | 2016    | 2019    | 2022    |